# リチャード・マッデン
リチャード・マッデン（Richard Madden, 1986年6月18日 - ）は、スコットランドの俳優。テレビドラマ『ゲーム・オブ・スローンズ』のロブ・スターク役、『ボディガード -守るべきもの-』のデイビッド・バッド役で知られる。

## 略歴
スコットランドのレンフルーシャイアで生まれる。父は消防士であった。11歳からアートセンターで演劇を学んだが、それはシャイな性格を治すためであったという。2007年にロイヤル・スコティッシュ・アカデミーを卒業。
2011年からは、ファンタジードラマ『ゲーム・オブ・スローンズ』に出演。
2013年にはディズニーの実写映画『シンデレラ』の王子役に抜擢された。
2018年、Netflixにて配信された『ボディガード -守るべきもの-』でボディーガードの主人公を演じ、第76回ゴールデングローブ賞ドラマシリーズ部門の主演男優賞を獲得した。
2019年、TIME誌による「世界で最も影響力のある100人」のアーティスト部門に選出された。

## 人物・私生活
前髪の一部分が白髪なのは染めているわけではなく体質である。そのため、役によっては染めているときもある。
2011年頃より、イギリスの女優ジェナ・ルイーズ・コールマンと交際していたが、破局している。

## 出演作品

### 映画
| 年   | 作品名                                       | 役名                                      | 備考                  | 吹き替え           |
| ---- | -------------------------------------------- | ----------------------------------------- | --------------------- | ------------------ |
| 2000 | Complicity                                   | 若年期のアダム                            |                       | N/A                |
| 2010 | Worried About the Boy                        | カーク・ブランドン                        | テレビ映画            | N/A                |
| 2010 | Chatroom/チャットルーム Chatroom             | リプリー・コリンズ                        |                       |                    |
| 2011 | Strays                                       | エリオット                                | 主要キャスト 短編映画 | N/A                |
| 2013 | 暮れ逢い A Promise                           | フリドリック・ザイツ                      |                       | （吹き替え版なし） |
| 2015 | シンデレラ Cinderella                        | キット王子                                |                       | 城田優             |
| 2015 | チャタレイ夫人の恋人 Lady Chatterley's Lover | オリヴァー・メラーズ                      | テレビ映画            | （吹き替え版なし） |
| 2015 | Group B                                      | シェーン・ハンター                        | 短編映画              | N/A                |
| 2017 | フレンチ・ラン Bastille Day                  | マイケル・メイソン                        |                       | 川野剛稔           |
| 2018 | DJにフォーリンラブ Ibiza                     | レオ・ウエスト                            | Netflixオリジナル映画 | 川田紳司           |
| 2019 | ロケットマン Rocketman                       | ジョン・リード                            |                       | 川田紳司           |
| 2019 | 1917 命をかけた伝令 1917                     | ジョセフ・ブレイク中尉                    |                       | 川田紳司           |
| 2021 | エターナルズ Eternals                        | イカリス                                  |                       | 川田紳司           |
| 2024 | キラーヒート 殺意の交差 Killer Heat          | レオ・ヴァルダキス エリアス・ヴァルダキス | Amazonオリジナル映画  | 田村真             |

### テレビシリーズ
| 年        | 作品名                                                                               | 役名                         | 備考                                                                                                 | 吹き替え           |
| --------- | ------------------------------------------------------------------------------------ | ---------------------------- | --- | ------------------ |
| 1999-2000 | Barmy Aunt Boomerang                                                                 | セバスチャン・シンプキンス   | 計20話出演                                                                                           | N/A                |
| 2009      | Hope Springs                                                                         | ディーン・マッケンジー       | 計8話出演                                                                                            | N/A                |
| 2011      | Sirens                                                                               | アシュリー・グリーンウィック | 計6話出演                                                                                            | N/A                |
| 2011-2013 | ゲーム・オブ・スローンズ Game of Thrones                                             | ロブ・スターク               | 主要キャスト、計21話出演 スクリーム賞アンサンブル賞ノミネート ドラマシリーズアンサンブル賞ノミネート | 川田紳司           |
| 2012      | 愛の記憶はさえずりとともに Birdsong                                                  | マイケル・ウィア             | ミニシリーズ、計2話出演                                                                              | 相原嵩明           |
| 2014      | クロンダイク・ゴールドラッシュ Klondike                                              | ビル・ハスケル               | 計3話出演                                                                                            | 不明               |
| 2016      | メディチ Medici: Masters of Florence                                                 | コジモ・デ・メディチ         | 主演（シーズン1）、計8話出演 兼製作総指揮                                                            | （吹き替え版なし） |
| 2017      | 惑星オアシス（仮題） Oasis                                                           | ピーター・リー               | パイロット版                                                                                         | （吹き替え版なし） |
| 2017      | フィリップ・K・ディックのエレクトリック・ドリームズ Philip K. Dick's Electric Dreams | ロス捜査官                   | アンソロジー・シリーズ 第5話「フード・メーカー」                                                     | 相原嵩明           |
| 2018      | ボディガード -守るべきもの- Bodyguard                                                | デイビッド・バッド           | 主演、計6話出演 第76回ゴールデングローブ賞主演男優賞ドラマシリーズ部門受賞                           | 花輪英司           |
| 2023-     | シタデル Citadel                                                                     | メイソン・ケイン             | 主演                                                                                                 | 川田紳司           |

### その他
| 年   | 作品名                                        | 役名                                    | 備考                            |
| ---- | --------------------------------------------- | --------------------------------------- | ------------------------------- |
| 2013 | Castlevania: Lords of Shadow - Mirror of Fate | トレバー・ベルモント / アーカード（声） | 主要キャスト コンピュータゲーム |

## 日本語吹き替え
『ゲーム・オブ・スローンズ』以降、主に川田紳司が担当している。
このほかにも、相原嵩明、花輪英司、川野剛稔なども声を当てている。